# گایگر (دهانه)
گایگر یک دهانه برخوردی در ماه‌ است.

## دهانه‌های اقماری
این دهانه ۴ دهانه اقماری دارد.
| Geiger | عرض جغرافیایی | طول جغرافیایی | قطر          |
| ------ | ------------- | ------------- | ------------ |
| Y      | ۱۲.۷° S       | ۱۵۸.۱° E      | ۲۹.۰ کیلومتر |
| K      | ۱۶.۰° S       | ۱۵۹.۹° E      | ۱۱.۰ کیلومتر |
| R      | ۱۵.۷° S       | ۱۵۶.۵° E      | ۴۰.۰ کیلومتر |
| L      | ۱۶.۳° S       | ۱۵۹.۳° E      | ۶.۰ کیلومتر  |